# Anthony Hopkins
Sir Anthony Hopkins, valižanski filmski in gledališki igralec, filmski režiser in filmski producent, * 31. december 1937, Port Talbot, Glamorgan, Wales.
Hopkins velja za enega izmed največjih še živečih igralcev. Najbolj je poznan po svojih vlogah v filmih, kot so Človek slon (1980), Ko jagenjčki obmolknejo (1991), Drakula (1992), Howardov kot (1992), Ostanki dneva (1993), Življenje s Picassom (1996), Ko pride Joe Black (1998) in Hanibal (2001).
Prejel je 2 oskarja, leta 1992 za najboljšo moško vlogo v filmu Ko jagenjčki obmolknejo ter leta 2021 za film Oče.

## Najpomembnejši filmi
- 1968 Lev v zimi (The Lion in Winter)
- 1977 Arnhemski most (A Bridge Too Far)
- 1978 (Magic)
- 1980 Človek slon (The Elephant Man)
- 1989 Veliko pričakovanje (Great Expectations) - TV serija
- 1991 Ko jagenjčki obmolknejo (The Silence of the Lambs)
- 1992 Howardov kot (Howards End)
- 1992 Drakula (Dracula)
- 1993 Ostanki dneva (The Remains of the Day)
- 1994 Pot v Wellville (The Road to Wellville)
- 1994 Jesenska pripoved (Legends of the Fall)
- 1995 Nixon
- 1996 Življenje s Picassom (Surviving Picasso)
- 1997 Amistad
- 1998 Zorro (The Mask of Zorro)
- 1998 Ko pride Joe Black (Meet Joe Black)
- 1999 Instinkt (Instinct)
- 2001 Hanibal (Hannibal)
- 2003 Človeški madež (The Human Stain)
- 2005 Lovec na rekorde: legenda o motorju (The World's Fastest Indian)
- 2010 Spoznala boš visokega temnega tujca (You Will Meet a Tall Dark Stranger)